# Leichtathletik-Europameisterschaften 1974/100 m der Männer

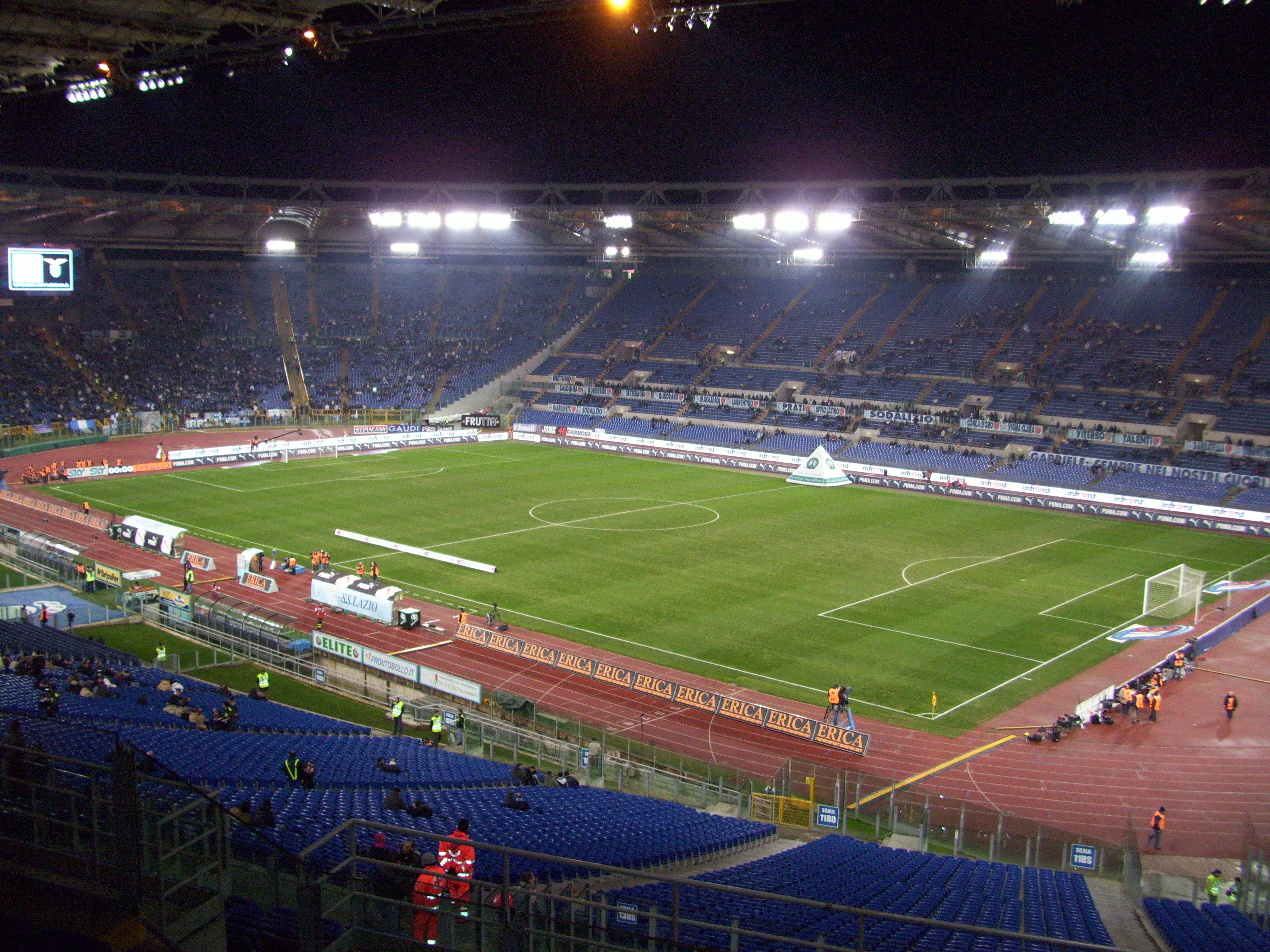
Das Olympiastadion von Rom im Jahr 2009

Der 100-Meter-Lauf der Männer bei den Leichtathletik-Europameisterschaften 1974 wurde am 2. und 3. September 1974 im Olympiastadion von Rom ausgetragen.
Europameister wurde der sowjetische Sprintdoppelolympiasieger von 1972 Walerij Borsow, der hier seinen dritten EM-Titel über 100 Meter und seinen vierten EM-Titel insgesamt errang. Den zweiten Platz belegte der italienische Olympiadritte über 200 Meter von 1972 Pietro Mennea. Bronze ging an Klaus-Dieter Bieler aus der Bundesrepublik Deutschland.

## Rekorde
Vorbemerkung:

In diesen Jahren gab es bei den Bestleistungen und Rekorden eine Zweiteilung. Es wurden nebeneinander handgestoppte und elektronisch ermittelte Leistungen geführt. Die offizielle Angabe der Zeiten erfolgte in der Regel noch in Zehntelsekunden, die bei Vorhandensein elektronischer Messung gerundet wurden. Allerdings verlor der in Zehntelsekunden angegebene Rekord immer mehr an Bedeutung. Ab 1977 hatte das Nebeneinander der Bestzeiten ein Ende, von da an wurde nur noch der elektronische gemessene und in Hundertstelsekunden angegebene Wert als Rekord gelistet.

### Offizielle Rekorde – Angabe in Zehntelsekunden

#### Bestehende Rekorde
| Weltrekord           | 09,9 s | Jim Hines                | Sacramento, USA                                                | 20. Juni 1968      |
| Weltrekord           | 09,9 s | Ronnie Ray Smith         | Sacramento, USA                                                | 20. Juni 1968      |
| Weltrekord           | 09,9 s | Charles Greene           | Sacramento, USA                                                | 20. Juni 1968      |
| Weltrekord           | 09,9 s | Jim Hines                | OS Mexiko-Stadt, Mexiko                                        | 14. Oktober 1968   |
| Weltrekord           | 09,9 s | Eddie Hart               | Eugene, USA                                                    | 1. Juli 1972       |
| Weltrekord           | 09,9 s | Rey Robinson             | Eugene, USA                                                    | 1. Juli 1972       |
| Weltrekord           | 09,9 s | Steve Williams           | Los Angeles, USA                                               | 21. Juni 1974      |
| Europarekord         | 10,0 s | Armin Hary               | Zürich, Schweiz                                                | 21. Juni 1960      |
| Europarekord         | 10,0 s | Roger Bambuck            | Sacramento, USA (Vorlauf)                                      | 20. Juni 1968      |
| Europarekord         | 10,0 s | Roger Bambuck            | Sacramento, USA (Halbfinale)                                   | 20. Juni 1968      |
| Europarekord         | 10,0 s | Wladislaw Sapeja         | Leningrad (heute St. Petersburg), Sowjetunion (heute Russland) | 20. Juli 1968      |
| Europarekord         | 10,0 s | Wladislaw Sapeja         | Leninakan (heute Gjumri), Sowjetunion (heute Armenien)         | 15. August 1968    |
| Europarekord         | 10,0 s | Walerij Borsow           | Kiew, Sowjetunion (heute Ukraine)                              | 18. August 1969    |
| Europarekord         | 10,0 s | Gert Metz                | Burg Gretesch, BR Deutschland                                  | 16. Juni 1970      |
| Europarekord         | 10,0 s | Manfred Kokot            | Erfurt, DDR (heute Deutschland)                                | 15. Mai 1971       |
| Europarekord         | 10,0 s | Walerij Borsow           | Kiew, Sowjetunion (heute Ukraine)                              | 21. Juni 1971      |
| Europarekord         | 10,0 s | Vasilis Papageorgopoulos | Bratislava, Tschechoslowakei (heute Slowakei)                  | 3. Juni 1972       |
| Europarekord         | 10,0 s | Walerij Borsow           | Mailand, Italien                                               | 16. Juni 1972      |
| Europarekord         | 10,0 s | Pietro Mennea            | Mailand, Italien                                               | 16. Juni 1972      |
| Europarekord         | 10,0 s | Walerij Borsow           | Moskau, Sowjetunion (heute Russland)                           | 18. Juli 1972      |
| Europarekord         | 10,0 s | Raimo Vilén              | Vuosaari, Finnland                                             | 27. Juli 1972      |
| Europarekord         | 10,0 s | Alexandr Korneljuk       | Moskau, Sowjetunion (heute Russland)                           | 10. Juli 1973      |
| Europarekord         | 10,0 s | Michael Droese           | Dresden, DDR (heute Deutschland)                               | 11. Juli 1973      |
| Europarekord         | 10,0 s | Hans-Jürgen Bombach      | Dresden, DDR (heute Deutschland)                               | 20. Juli 1973      |
| Europarekord         | 10,0 s | Siegfried Schenke        | Ost-Berlin (heute Berlin), DDR (heute Deutschland)             | 29. August 1973    |
| Europarekord         | 10,0 s | Manfred Ommer            | Leverkusen, BR Deutschland                                     | 22. Juli 1974      |
| Meisterschaftsrekord | 10,3 s | Marian Foik              | EM Belgrad, SFR Jugoslawien                                    | 12. September 1962 |
| Meisterschaftsrekord | 10,3 s | Peter Gamper             | EM Belgrad, SFR Jugoslawien                                    | 12. September 1962 |
| Meisterschaftsrekord | 10,3 s | Alfred Hebauf            | EM Belgrad, SFR Jugoslawien                                    | 12. September 1962 |
| Meisterschaftsrekord | 10,3 s | Gerhard Wucherer         | EM Helsinki, Finnland                                          | 11. August 1971    |
| Meisterschaftsrekord | 10,3 s | Walerij Borsow           | EM Helsinki, Finnland                                          | 11. August 1971    |

#### Rekordegalisierungen
Es gab bei diesen Europameisterschaften keine Verbesserung des bestehenden EM-Rekords von 10,3 s. Aber der Rekord wurde viermal eingestellt:
- Dominique Chauvelot (Frankreich) – zweites Halbfinale am 3. September, Rückenwind: 1,5 m/s
- Pietro Mennea (Italien) – zweites Halbfinale am 3. September, Rückenwind: 1,5 m/s
- Walerij Borsow (Sowjetunion) – Finale am 3. September, Gegenwind: 1,0 m/s
- Pietro Mennea (Italien) – Finale am 3. September, Gegenwind: 1,0 m/s

### Elektronisch gemessene Rekorde

#### Bestehende Rekorde
| Weltrekord           | 09,95 s | Jim Hines      | OS Mexiko-Stadt, Mexiko                        | 14. Oktober 1968 |
| Europarekord         | 10,07 s | Walerij Borsow | OS München, BR Deutschland (heute Deutschland) | 31. August 1972  |
| Meisterschaftsrekord | 10,27 s | Walerij Borsow | EM Helsinki, Finnland                          | 11. August 1971  |

#### Rekordegalisierung
Der sowjetische Europameister Walerij Borsow egalisierte seinen eigenen EM-Rekord von 10,27 s im Finale am 3. September bei einem Gegenwind von 1,0 m/s.

## Vorbemerkung zu den Resultaten
Die Zeiten sind in den folgenden Tabellen wie üblich aufgeführt.
Zusätzlich sind Besonderheiten mit verschiedenen Kürzeln benannt:
- CR: Championshiprekord
- el: elektronisch
- e: egalisiert

## Vorrunde
2. September 1974
Die Vorrunde wurde in vier Läufen durchgeführt. Die ersten drei Athleten pro Lauf – hellblau unterlegt – und die darüber hinaus vier zeitschnellsten Sprinter – hellgrün unterlegt – qualifizierten sich für das Halbfinale.

### Vorlauf 1
Wind: −1,2 m/s
| Platz | Name                | Nation           | Zeit (s) |
| ----- | ------------------- | ---------------- | -------- |
| 1     | Walerij Borsow      | Sowjetunion      | 10,49    |
| 2     | Dominique Chauvelot | Frankreich       | 10,56    |
| 3     | Zenon Nowosz        | Polen            | 10,64    |
| 4     | Michael Droese      | DDR              | 10,65    |
| 5     | Lambert Micha       | Belgien          | 10,67    |
| 6     | Juraj Demeč         | Tschechoslowakei | 10,80    |
| 7     | Lasse Malin         | Finnland         | 10,85    |

### Vorlauf 2
Wind: −2,5 m/s
| Platz | Name                 | Nation         | Zeit (s) |
| ----- | -------------------- | -------------- | -------- |
| 1     | Pietro Mennea        | Italien        | 10,46    |
| 2     | Klaus Ehl            | BR Deutschland | 10,54    |
| 3     | Alexandr Korneljuk   | Sowjetunion    | 10,63    |
| 4     | Andrzej Świerczyński | Polen          | 10,73    |
| 5     | Hans-Joachim Zenk    | DDR            | 10,82    |
| 6     | Endre Lepold         | Ungarn         | 10,97    |

### Vorlauf 3
Wind: −0,6 m/s
| Platz | Name                | Nation         | Zeit (s) |
| ----- | ------------------- | -------------- | -------- |
| 1     | Christer Garpenborg | Schweden       | 10,53    |
| 2     | Klaus-Dieter Bieler | BR Deutschland | 10,54    |
| 3     | Raimo Vilén         | Finnland       | 10,57    |
| 4     | Juris Silovs        | Sowjetunion    | 10,62    |
| 5     | Javier Martínez     | Spanien        | 10,82    |
| 6     | Don Halliday        | Großbritannien | 10,86    |
| 7     | László Korona       | Ungarn         | 10,95    |

### Vorlauf 4

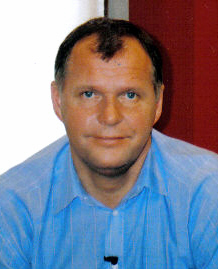
Marian Woronin schied als Sechster seines Rennens im Vorlauf aus

Wind: −1,0 m/s
| Platz | Name                     | Nation           | Zeit (s) |
| ----- | ------------------------ | ---------------- | -------- |
| 1     | Antti Rajamäki           | Finnland         | 10,58    |
| 2     | Vasilis Papageorgopoulos | Griechenland     | 10,59    |
| 3     | Manfred Ommer            | BR Deutschland   | 10,59    |
| 4     | Siegfried Schenke        | DDR              | 10,70    |
| 5     | Lajos Gresa              | Ungarn           | 10,74    |
| 6     | Marian Woronin           | Polen            | 10,77    |
| 7     | Rolf Trulsson            | Schweden         | 10,78    |
| 8     | Luděk Bohman             | Tschechoslowakei | 10,92    |

## Halbfinale
3. September 1974, 16:00 Uhr
In den beiden Halbfinalläufen qualifizierten sich die jeweils ersten vier Athleten – hellblau unterlegt – für das Finale.

### Lauf 1

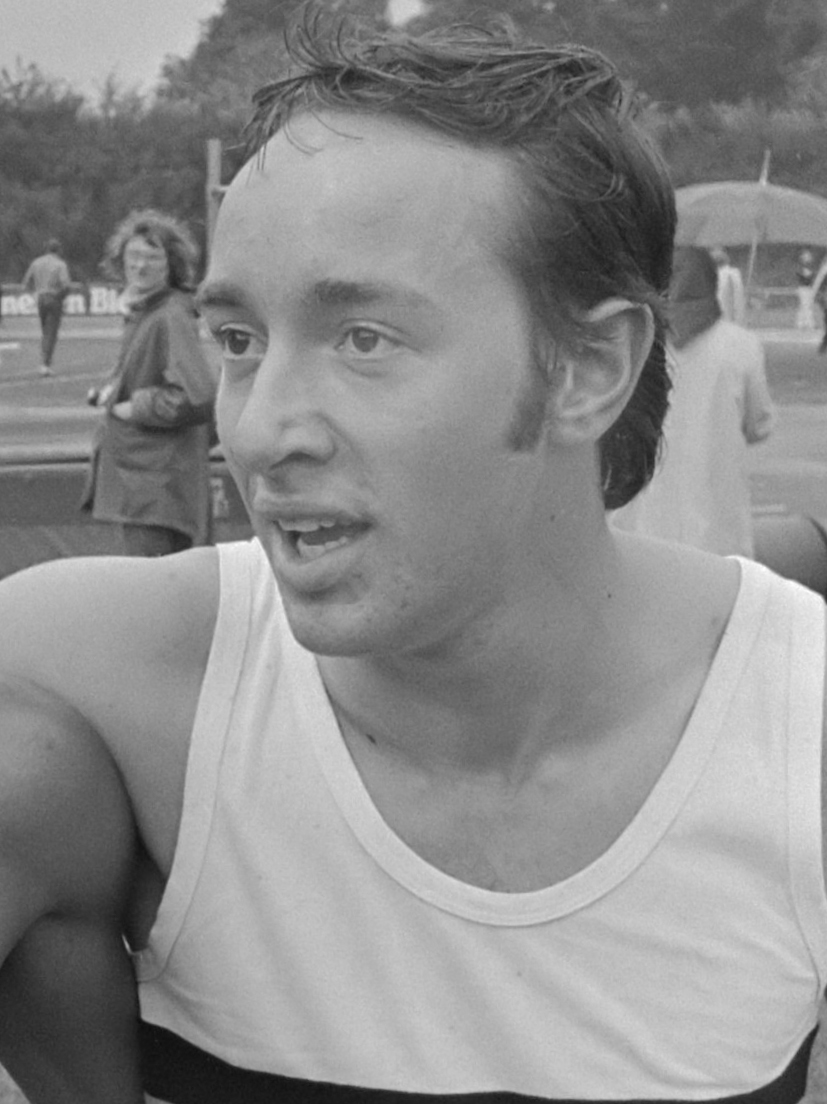
Lambert Micha erreichte das Halbfinale und schied dort als Siebter seines Rennens aus

Wind: +2,0 m/s
| Platz | Name                | Nation         | Zeit (s) |
| ----- | ------------------- | -------------- | -------- |
| 1     | Walerij Borsow      | Sowjetunion    | 10,39    |
| 2     | Manfred Ommer       | BR Deutschland | 10,42    |
| 3     | Christer Garpenborg | Schweden       | 10,42    |
| 4     | Alexandr Korneljuk  | Sowjetunion    | 10,45    |
| 5     | Klaus Ehl           | BR Deutschland | 10,50    |
| 6     | Raimo Vilén         | Finnland       | 10,52    |
| 7     | Lambert Micha       | Belgien        | 10,55    |
| 8     | Michael Droese      | DDR            | 10,59    |

### Lauf 2
Wind: +1,5 m/s

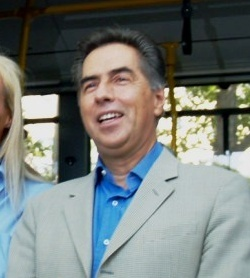
Vasilis Papageorgopoulos (hier im Jahr 2013), Mitinhaber des Europarekords, verpasste das Finale hauchdünn

Die beiden Läufer auf den Rängen eins und zwei stellten in diesem Rennen den handgestoppten bzw. den elektronisch genommenen und auf Zehntelsekunden gerundeten Europameisterschaftsrekord von 10,3 s ein.
| Platz | Name                     | Nation         | Zeit (s) |
| ----- | ------------------------ | -------------- | -------- |
| 1     | Dominique Chauvelot      | Frankreich     | 10,28    |
| 2     | Pietro Mennea            | Italien        | 10,29    |
| 3     | Juris Silovs             | Sowjetunion    | 10,36    |
| 4     | Klaus-Dieter Bieler      | BR Deutschland | 10,44    |
| 5     | Vasilis Papageorgopoulos | Griechenland   | 10,44    |
| 6     | Antti Rajamäki           | Finnland       | 10,46    |
| 7     | Zenon Nowosz             | Polen          | 10,61    |
| 8     | Siegfried Schenke        | DDR            | 10,69    |

## Finale

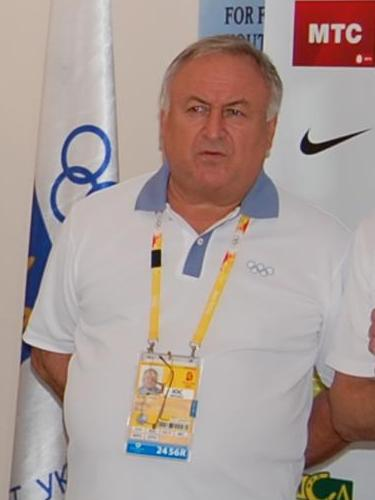
Zum dritten Mal in Folge wurde Walerij Borsow (auf dem Foto im Jahr 2012) Europameister

3. September 1974, 17:30 Uhr
Wind: −1,0 m/s
Die beiden Läufer auf den Rängen eins und zwei stellten in diesem Rennen den handgestoppten bzw. den elektronisch genommenen und auf Zehntelsekunden gerundeten Europameisterschaftsrekord von 10,3 s ein.
| Platz | Name                | Nation         | Zeit (s)     |
| ----- | ------------------- | -------------- | ------------ |
| 1     | Walerij Borsow      | Sowjetunion    | 10,27 CRel e |
| 2     | Pietro Mennea       | Italien        | 10,34        |
| 3     | Klaus-Dieter Bieler | BR Deutschland | 10,35        |
| 4     | Juris Silovs        | Sowjetunion    | 10,35        |
| 5     | Dominique Chauvelot | Frankreich     | 10,35        |
| 6     | Manfred Ommer       | BR Deutschland | 10,36        |
| 7     | Christer Garpenborg | Schweden       | 10,39        |
| 8     | Alexandr Korneljuk  | Sowjetunion    | 10,43        |